# 上里 (岡崎市)
上里（かみさと）は、愛知県岡崎市岩津地区の町名。現行行政地名は上里一丁目から上里三丁目。

## 地理
岡崎市の北西部に位置する。北から時計回りに1～3丁目が置かれている。

### 河川
- 矢作川
- 青木川
- 早川

## 世帯数と人口
2019年（令和元年）5月1日現在の世帯数と人口は以下の通りである。
| 丁目       | 世帯数    | 人口    |
| ---------- | --------- | ------- |
| 上里一丁目 | 503世帯   | 1,205人 |
| 上里二丁目 | 641世帯   | 1,497人 |
| 上里三丁目 | 487世帯   | 1,200人 |
| 計         | 1,631世帯 | 3,902人 |

### 人口の変遷
国勢調査による人口の推移
| 1995年（平成7年）  | 2,813人 | [ 6 ]  |  |
| 2000年（平成12年） | 2,973人 | [ 7 ]  |  |
| 2005年（平成17年） | 3,366人 | [ 8 ]  |  |
| 2010年（平成22年） | 3,599人 | [ 9 ]  |  |
| 2015年（平成27年） | 3,691人 | [ 10 ] |  |

## 小・中学校の学区
市立小・中学校に通う場合、学区は以下の通りとなる。また、公立高等学校に通う場合の学区は以下の通りとなる。
| 丁目       | 番・番地等 | 小学校             | 中学校           | 高等学校 |
| ---------- | ---------- | ------------------ | ---------------- | -------- |
| 上里一丁目 | 全域       | 岡崎市立大門小学校 | 岡崎市立北中学校 | 三河学区 |
| 上里二丁目 | 全域       | 岡崎市立大門小学校 | 岡崎市立北中学校 | 三河学区 |
| 上里三丁目 | 全域       | 岡崎市立大門小学校 | 岡崎市立北中学校 | 三河学区 |

## 歴史
額田郡上里村を前身とする。
1942年矢作川の堤防改修工事にともない、堤防上にあった2つの神社が合併、移転し、現在の上里神社となった。

### 沿革
- 1889年（明治22年）10月1日 - 町村制施行に伴い、上里村が大門村・大樹寺村・鴨田村・藪田村・百々村と合併し、大樹寺村大字上里となる[14]。
- 1906年（明治39年）5月1日 - 合併に伴い、岩津村大字上里となる[14]。
- 1928年（昭和3年）5月1日 - 町制施行に伴い、岩津町大字上里となる[14]。
- 1955年（昭和30年）2月1日 - 岡崎市へ編入し、同市上里町となる[15]。
- 1978年（昭和53年）3月21日 - 以下の通り町名変更を実施[15][1]。
  - 上里町・東蔵前町・井ノ口町の各一部より、上里1丁目が成立。
  - 上里町・井ノ口町・薮田町の各一部より、上里2丁目が成立。
  - 上里町・大門町・薮田町の各一部より、上里3丁目が成立。
  - 上里町の残部が大門3丁目の一部となり廃止。

## 施設
- 岡崎市立北中学校
- 上里神社
- 岡崎信用金庫上里支店
- 堤下公園
- 上里公園
- 幸佐公園

## 交通
- 国道248号
- 都市計画道路岡崎環状線[16]

## ギャラリー
- 岡崎市立北中学校
- 上里公園
- 幸佐公園
- 上里神社

## その他

### 日本郵便
- 郵便番号 : 444-2136[4]（集配局：岩津郵便局[17]）。

## 参考資料
- 「角川日本地名大辞典」編纂委員会 編『角川日本地名大辞典 23 愛知県』角川書店、1989年。
- 平凡社 編『日本歴史地名大系 23 愛知県の地名』1981年。
- 新編岡崎市史編さん委員会 編『新編岡崎市史 総集編 20』1993年。